# Herb Lubalin
Herb Lubalin (17 de març de 1918, Nova York - 24 de maig de 1981) va ser un dissenyador gràfic, tipògraf i fotògraf estatunidenc.
Lubalin és conegut sobretot per la seva tipografia il·lustrativa i per la seva feina a les revistes Fact, Eros, Avant Garde i Upper&Lower case. Va tenir la gran visió de jugar amb la tipografia per arribar a l'objectiu desitjat, al missatge on la tipografia deixa de ser un tipus i es converteix en llenguatge visual que va més enllà de lletres, nombres i símbols. Aquest formen només les eines que utilitzava per als seus missatges.
Com a dissenyador gràfic aconseguí un altíssim valor artístic en les seves obres. Els seus treballs han estat exposats a museus de tot el món: Tòquio, París, Barcelona, São Paulo, Estocolm, Frankfurt del Main, etc.

## Biografia
Malgrat no mostrar molt interès pel disseny gràfic en la seva etapa a l'institut, Herb Lubalin va entrar, a l'edat de disset anys, a la Copper Union School of Art del Lower Manhattan, a Nova York, on es va graduar l'any 1939. Actualment aquesta escola és la seu del The Herb Lubalin Center for Design and Typography.
Durant la dècada de 1940 treballa com a director creatiu de diverses corporacions: de Deutsch & Shea Advertising (1941 i 1942, de Fairchild Publications (1942 i 1943), de Reiss Advertising (de 1943 a 1945) i posteriorment, durant 20 anys, per a Sudler&Hennessey, una agència especialitzada en publicitat de productes farmacèutics. L'any 1964 decideix independitzar-se i crear el seu propi estudi, el Herb Lubalin Inc. que posteriorment, l'any 1980, adopta el nom de Lubalin, Peckolick Associates Inc. National Society of Art Directors.
L'any 1970, juntament amb Aaron Burns i Edward Rondthaler, funda la International Typeface Corporation amb l'objectiu de comercialitzar nous dissenys de tipus i versions d'alfabets clàssics per a fotocomposició.
En el camp de l'ensenyament, Lubalin fou professor, l'any 1972, a la Cornell University i des de l'any 1976 fins a 1981 a la Cooper Union School of Art.

## Lubalin tipògraf
Tot i que ell mateix no s'anomenava tipògraf, ja que considerava la tipografia com la mecànica de posar els caràcters en una pàgina i ell el que feia era dissenyar amb lletres, aquesta va ser la seva primera gran passió.
Lubalin va influenciar fins a canviar la visió i percepció de les formes de les lletres, paraules i llenguatge, elevant la tipografia del nivell d'ofici al d'art.
Les seves principals creacions tipogràfiques són les següents:
- Avant Garde – Per a la creació del logotip de la revista del mateix nom, Lubalin, juntament amb Tom Carnase, crea el 1970 expressament un alfabet denominat Avant Garde que es va convertir, de seguida, en una de les tipografies més utilitzades en publicitat. Aquesta tipografia va ser innovadora, llegible i amb una gran personalitat. Inicialment es va crear amb dues versions: una per a títol i una altra per a escriure.

Exemple de la tipografia ITC Lubalin Graph

- Serif Gothic – Dissenyada per Herb Lubalin i Antonio DiSpignia el 1972 per a la ITC, en un principi només es va dissenyar la versió rodona (regular) i la versió negreta (bold). El 1974 DiSpignia va ampliar la família amb les versions Light, Extrabold, Heavy i Black. La seva característica principal radica en les seves serifes úniques, que combinen la simplicitat d'un tipus sense serifes amb l'elegància romana tradicional. És una tipografia molt flexible per a publicitat, packaging i titulars.
- Lubalin Graph – Creada el 1974, està basada en l'Avant Garde. L'única diferència entre totes dues està en les serifes afegides a la Lubalin Graph.

Altres creacions són ITC Ronda, ITC Busorama, Pudgy Puss NF i Hess Gothic Round NF.

## Lubalin dissenyador
Com a dissenyador gràfic Lubalin va ser el director creatiu de diverses corporacions, entre elles Sudler & Hennessey amb qui va guanyar la medalla d'or del New York Art Directors Club.
Herb Lubalin ha estat tant el subjecte com l'autor de nombrosos articles sobre disseny gràfic apareguts a diverses publicacions d'àmbit internacional com Art Direction, American Artist, Popular Photography, Communication Arts, Graphics Today, Graphis, Idea, i Gabrauchsgraphik.
En el número especial de 1969, la revista Print Magazine inclou Lubalin com un dels grans dissenyadors gràfics del segle xx.
Dins del disseny gràfic editorial destaquen les feines realitzades per a les revistes Fact, Eros i Avant Garde, sent aquestes dues últimes les que van donar fama i èxit a Lubalin.

### Revistes
- Eros: va ser una producció de qualitat sense publicitat, dedicada a l'experimentació en la incipient contracultura, on Lubalin va triar tipografies elegants i minimalistes per a la seva composició.
- Fact: publicació de baix pressupost en comparació amb la resta de publicacions, es publicava sobre paper de premsa. Lubalin en va dissenyar el format i va assignar publicacions senceres a nous il·lustradors amb talent.
- Upper & Lower Case: U&lc és un butlletí de la ITC on Herb Lubalin en va ser el primer director d'art. Actualment continua publicant-se.
- Avant Garde: revista que va destacar tant pel seu disseny gràfic com pel disseny de logotips. Es va publicar des de gener de 1968 fins a juliol de 1971.